# كلوديا فاسكونسيلوس
كلوديا فاسكونسيلوس هي لاعبة كرة قدم وحكمة كرة القدم برازيلية، ولدت في 30 مارس 1963 في ريو دي جانيرو في البرازيل.